# Trirhacus limbata
Trirhacus limbata är en insektsart som först beskrevs av Victor Antoine Signoret 1862.  Trirhacus limbata ingår i släktet Trirhacus och familjen kilstritar.
Artens utbredningsområde är Frankrike. Inga underarter finns listade i Catalogue of Life.